# Grenada megye
Grenada megye az Amerikai Egyesült Államokban, azon belül Mississippi államban található. Megyeszékhelye és legnagyobb városa Grenada. Lakosainak száma 21 629 fő (2020. április 1.). Grenada megye Yalobusha, Carroll, Montgomery, Calhoun, Webster, Leflore és Tallahatchie megyékkel határos.

## Népesség
A megye népességének változása:
| Lakosok száma | 21 866 | 21 600 | 21 613 | 21 612 | 21 578 | 21 629 |
|               | 2010   | 2011   | 2012   | 2013   | 2015   | 2020   |